# F. D. C. Willard
F. D. C. Willard (fl. 1975–1980) est le nom de plume d’un chat siamois nommé Chester ayant appartenu au physicien Jack H. Hetherington. Il est connu pour avoir été crédité par son propriétaire en tant qu'auteur principal ou co-auteur de plusieurs articles dans des revues scientifiques internationales, principalement sur la physique des basses températures.

## Contexte
En 1975, le physicien et mathématicien Jack H. Hetherington, de l’Université d'État du Michigan souhaite publier certains résultats de ses recherches dans le domaine de la physique des basses températures dans le journal scientifique Physical Review Letters. Un de ses collègues, à qui il fait relire l’article, fait remarquer à Hetherington son utilisation fréquente de la première personne du pluriel, le nous de modestie, et que le journal refuse l’emploi de cette forme pour les articles soumis par un seul auteur. Plutôt que de ré-écrire son article pour en ôter les formes problématiques, ou de chercher un co-auteur, Hetherington décide d’en inventer un.

## Publications
Hetherington a alors un chat siamois du nom de Chester, dont l’un des parents s’appelait Willard. De peur qu’un de ses collègues reconnaisse le nom de son chat, il juge plus prudent d’utiliser l’initiale du nom de son animal. Comme la plupart des Américains ont au moins deux prénoms, il invente deux autres prénoms, F. D., pour Felis domesticus, l’espèce correspondant au chat domestique. Le nom du nouvel auteur félin est alors F. D. C. Willard. L’article, « Two-, Three-, and Four-Atom Exchange Effects in bcc ³He », écrit par J. H. Hetherington et F. D. C. Willard, est accepté par l’éditeur, et publié dans le numéro 35 du journal, paru en novembre 1975.
À la 15e Conférence internationale sur la physique des basses températures, qui se tient en 1978 à Grenoble, l’identité du co-auteur de Hetherington est révélée : le chercheur a signé l’article avec les empreintes des pattes de Chester, et envoyé quelques copies à certains de ses amis et confrères. Cependant, un nouvel article est publié, dont le seul auteur est le félin, sous le titre « L'hélium 3 solide. Un antiferromagnétique nucléaire », en septembre 1980, dans le journal scientifique français La Recherche. Par la suite, Willard disparaît du monde scientifique.

## Postérité
Le premier article co-écrit par le chat étant fréquemment cité en référence dans d’autres articles, la révélation de l’identité de F. D. C. Willard assure au co-auteur une célébrité mondiale. On raconte que lorsqu’on appelait le bureau d’Hetherington à l’université du Michigan, et qu’il était absent, les interlocuteurs demandaient à parler avec le co-auteur à la place,. F. D. C. Willard apparaît ainsi de façon répétée dans des notes de bas de pages, où il est remercié pour des « contributions utiles à la discussion » ou des « communications orales ». On lui propose même de devenir professeur. Il devient aussi célèbre en tant que « chat historique ». En guise de poisson d’avril de 2014, l’American Physical Society, éditeur du premier article, annonce que tous les articles écrits par des chats, comme celui de Hetherington et Willard, seront désormais en accès libre.